# 苏州独墅湖图书馆
苏州工业园区图书馆(原苏州独墅湖图书馆、苏州工业园区公共图书馆总馆)，隶属于中华人民共和国江苏省苏州市工业园区公共文化中心。位于工业园区仁爱路258号，西邻独墅湖，南邻白鹭园。总面积达24123平方米，2005年6月8日建成，并面向公众开放。

## 历史沿革
2005年6月8日建成开放。
2015年推出“书香园区”网借投递服务
2018年开设24小时智能图书馆。